# Alberto Surek
Alberto Surek (Araucária, 21 de abril de 1899 — Rio de Janeiro, 21 de fevereiro de 1948) foi um político brasileiro. Exerceu o mandato de deputado classista constituinte em 1934. Ele lutou para assegurar e fazer cumprir na prática as leis trabalhistas decretadas pelo Governo Provisório de Getúlio Vargas e pleitear novas normas de proteção ao trabalhador junto à Assembléia Constituinte e ao Ministério do Trabalho.

## Formação acadêmica
Entre 1912 e 1915 estudou no Ginásio Diocesano. Em 1918, Alberto Surek já havia se mudado para Juiz de Fora, onde era funcionário da empresa Magalhães e Companhia como Guarda-Livro - função similar à de um contador, em que se faz necessário escriturar e manter em boa ordem os livros mercantis das empresas comerciais. Concluiu o curso superior de Ciências Comerciais na Academia de Comércio da mesma cidade.

## Carreira
Com o diploma em mãos, foi se aventurar no Rio de Janeiro no ano seguinte, onde trabalhou como contador de diversos bancos e companhias. Após anos no Estado carioca, voltou à Minas Gerais por meio de um concurso para ingressar ao Banco de Crédito Real do Estado mineiro, em 1928. Atuou concomitantemente como Procurador, primeiro-secretário e vice-presidente da Associação dos Empregados no Comércio. Também participou da formação do Sindicato dos Contadores e Guarda-Livros e do Sindicato dos Bancários, onde ocupou o cargo de vice-presidente da primeira gestão.
Em 1931, atuou como maior representante responsável pela Associação dos Empregados no Comércio. Veio a desempenhar esse papel mais uma vez em 1933, desta vez atuando também como presidente do Sindicato dos Bancários. No extenso currículo de Alberto também consta outros diversos cargos e feitos: integrante dos conselhos fiscais da Associação dos Empregados no Comércio e do Sindicato dos Contadores e Guarda-Livros e cooperou na formação de mais 12 sindicatos, integrariam a União Trabalhista Sindical Mineira, com sede em Juiz de Fora.